# Stichotomus
Stichotomus là một chi bọ cánh cứng trong họ 
Elateridae.
Chi này được miêu tả khoa học năm 1863 bởi Candèze.

## Các loài
Chi này có các loài:
- Stichotomus corrigiolatus (Germar, 1848)